# Александров, Валентин Константинович
Валентин Константинович Александров — советский хозяйственный, государственный и политический деятель.

## Биография
Родился в 1930 году в деревне Саяново. Член КПСС.
Окончил Московский авиационный технологический институт.
В 1953—1998 — мастер в прокатном цехе на заводе N 95, заместитель начальника цеха, главный инженер прессово-трубного производства, начальник заводского ОТК, начальник листопрокатного цеха, заместитель главного инженера завода по реконструкции, главный инженер, директор Верхнесалдинского металлообрабатывающегого завода, генеральный директор Верхнесалдинского металлообрабатывающего производственного объединения.
Лауреат Государственной премии СССР (1977).
Умер в 1998 году в Верхней Салде.

## Награды
- Орден Ленина (1971)
- Орден Октябрьской Революции (1981)
- Орден Трудового Красного Знамени